# Cascante del Río
Cascante del Río is een gemeente in de Spaanse provincie Teruel in de regio Aragón met een oppervlakte van 32,38 km². Cascante del Río telt 74 inwoners (1 januari 2016).

## Demografische ontwikkeling
Bron: INE, 1857-2011: volkstellingen